# 鳳凰城中國文化中心
鳳凰城中國文化中心（英語：Chinese Cultural Center，現稱：Outlier Center），是位於美國亞利桑那州鳳凰城，由中粮集团所屬公司BNU Corporation出資興建，於1998年開業的一個中國風格的零售中心。

## 圖片集

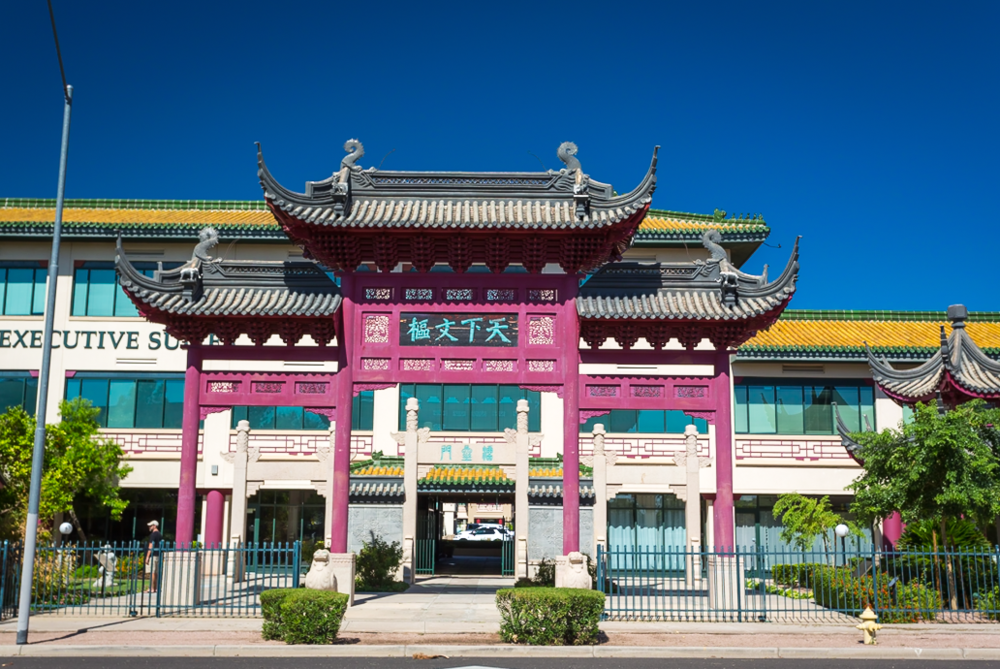
複製自南京夫子庙棂星门的牌樓
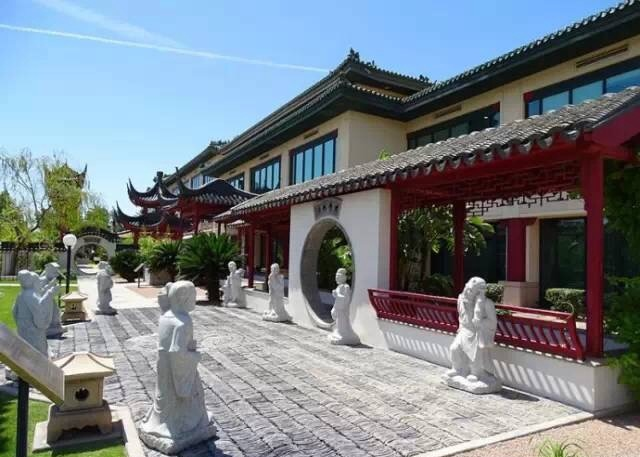
兩旁排列著中國雕像的花園入口
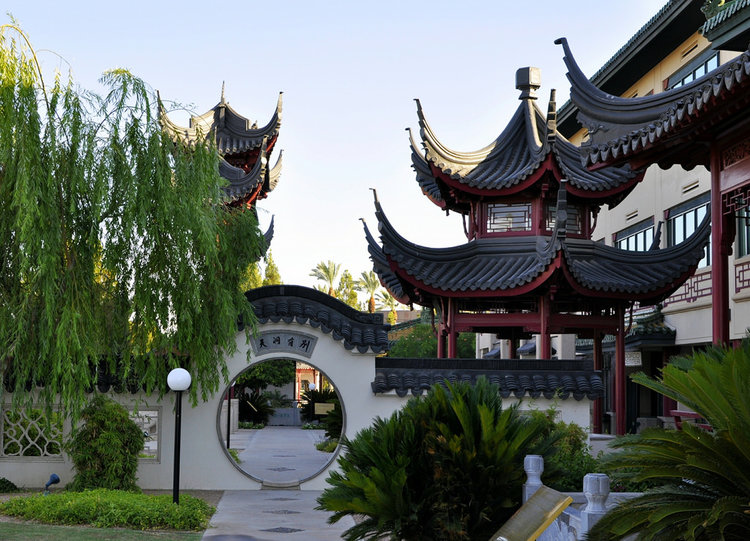
園內的中式塔樓